# Prorobinétinidine
Les prorobinétinidines (encore appelés Prorobinétinidols) sont un type de tanins condensés. Les tanins condensés sont des polymères de flavanols et les profisétinidines sont notamment composées de robinétinidols.
Le nom provient du fait que ce type de tanins produit de la robinétinidine, une anthocyane, lors de leur hydrolyse en milieu acide.
Les tanins de mimosa et de quebracho sont principalement composés de profisétinidines et de prorobinétidines.
Stryphnodendron adstringens (le barbatimão en portugais), une espèce de fabacée originaire du Brésil, produit des prorobinétinidines dans son écorce. On peut trouver les composés robinétinidol-(4β → 8)-épigallocatéchine, robinétinidol-(4α → 8)-épigallocatéchine, robinétinidol-(4β → 8)-épigallocatéchine 3-O-gallate, robinétinidol-(4α → 8)-épigallocatéchine 3-O-gallate, robinétinidol-(4α → 6)-gallocatéchine et robinétinidol-(4α → 6)-épigallocatéchine.